# Samwel Mwangi
Samwel Mwangi (Eldoret, 2 februari 1984) is een Keniaans wielrenner die in 2016 reed voor Kenyan Riders Downunder.

## Carrière
In 2012 kwam Mwangi in de Ronde van Rwanda dicht bij zijn eerste UCI-overwinning. In de vijfde etappe kwam hij echter drie seconden na winnaar Meron Amanuel als vijfde over de eindstreep.
In 2016 reed Mwangi voor de eerste Keniaanse UCI-ploeg: Kenyan Riders Downunder. Namens deze ploeg reed hij onder meer de Ronde van Flores en de Ronde van Singkarak. In oktober nam hij voor de zesde maal deel aan de Ronde van Rwanda. In de laatste etappe kwam hij ten val en brak daarbij zijn dijbeen. Ten gevolge van die val moest zijn onderbeen worden geamputeerd. Een maand later maakte hij bekend zich te gaan richten op de Paralympische Spelen.

## Ploegen
- 2016 –  Kenyan Riders Downunder

Christie · Coates · Ekiru · Elliott · Hill · Kamau · Kangangi · Kinoti · Langat · Miller · Mwangi · Smith · Soden